# Lorenzo Cortesia
Lorenzo Cortesia (Treviso, 26 luglio 1999) è un pallavolista italiano, centrale del Verona.

## Carriera

### Club
La carriera di Lorenzo Cortesia inizia nel 2014 tra le file del Treviso, in Serie D: con la stessa squadra nella stagione 2015-16 disputa la Serie B2, mentre in quella successiva è in Serie B. Nella stagione 2017-18 entra a far parte della società federale del Club Italia, in Serie A2.
Nella stagione 2018-19 debutta in Superlega grazie all'ingaggio da parte dell'Emma Villas di Siena: resta nella stessa divisione anche nell'annata seguente giocando però per la Porto Robur Costa di Ravenna. Nella stagione 2020-21 si accasa alla Trentino, mentre in quella successiva è al Verona, sempre in Superlega.

### Nazionale
Nel 2017 viene convocato nella nazionale italiana Under-19, con cui vince la medaglia d'argento al campionato europeo, venendo decretato miglior centrale, e quella d'oro al Festival olimpico estivo della gioventù europea. Nel 2018 è nella nazionale Under-20, mentre nel 2019 è in quella Under-21 con cui conquista la medaglia d'argento al campionato mondiale.
Nel 2021 riceve le prime convocazioni nella nazionale maggiore, con cui, nello stesso anno, ottiene la medaglia d'oro al campionato europeo, mentre nel 2023 conquista l'oro ai XXXI Giochi mondiali universitari estivi.

## Palmarès

### Nazionale
- Campionato europeo Under-19 2017
- Festival olimpico estivo della gioventù europea 2017
- Campionato mondiale Under-21 2019
- Giochi mondiali universitari estivi 2023